# Daniela Wutte
Daniela Wutte, née le 15 septembre 1977 à Cologne, est une actrice allemande.
De 2007 à 2019, elle joue le rôle de Susanne Köning, la secrétaire de la brigade autoroutière dans la série allemande Alerte Cobra.

## Biographie
Daniela Wutte est née le 15 septembre 1977 à Cologne (Allemagne). Elle mesure 1,68 m. Elle a fait des études de sport à la Sporthochschule de Cologne. Elle termine ses études et décroche un diplôme de professeur de sport. 
Elle acquiert d'autres expériences en tant que présentatrice. Puis rentre à l'école de Comedie Arturo. Son premier grand rôle fut au cinéma dans Sigfried avec Tom Gerhardt a ses côtés. Sa première apparition dans Alerte Cobra était l'épisode Der letzte Coup / Le dernier coup, elle interprétait Lena, la copine de Falk. 
Ensuite elle remplacera Petra Schubert, elle fait son entrée dans l'épisode depuis elle redevient secrétaire permanente

## Filmographie
- 2007 - 2019 : Alerte Cobra
- 2009 : Comme un livre ouvert (40+ sucht neue Liebe) (TV)